# Dmitri Markov
Dmitri Markov (Vitebsk, Unión Soviética, 14 de marzo de 1975) es un atleta australiano de origen soviético (bielorruso), especialista en la prueba de salto con pértiga, en la que ha logrado ser campeón mundial en 2001.

## Carrera deportiva
En el Mundial de Edmonton 2001 ganó la medalla de oro en salto con pértiga, saltando 6.05 metros que fue récord de los campeonatos, por delante del griego Aleksandr Averbukh (plata con 5.85 m) y el estadounidense Nick Hysong (bronce con 5.85 m también, pero necesitó más intentos que el griego).